# Zenon Konopka
Zenon Konopka (* 2. Januar 1981 in Niagara Falls, Ontario) ist ein ehemaliger kanadischer Eishockeyspieler, der im Verlauf seiner aktiven Karriere zwischen 1998 und 2015 unter anderem 354 Spiele für die Mighty Ducks of Anaheim, Columbus Blue Jackets, Tampa Bay Lightning, New York Islanders, Ottawa Senators, Minnesota Wild und Buffalo Sabres in der National Hockey League auf der Position des Centers bestritten hat. Seinen größten Karriereerfolg feierte Konopka, der den Spielertyp des Enforcers verkörperte, jedoch in Diensten der Idaho Steelheads mit dem Gewinn des Kelly Cups der ECHL im Jahr 2004.

## Karriere

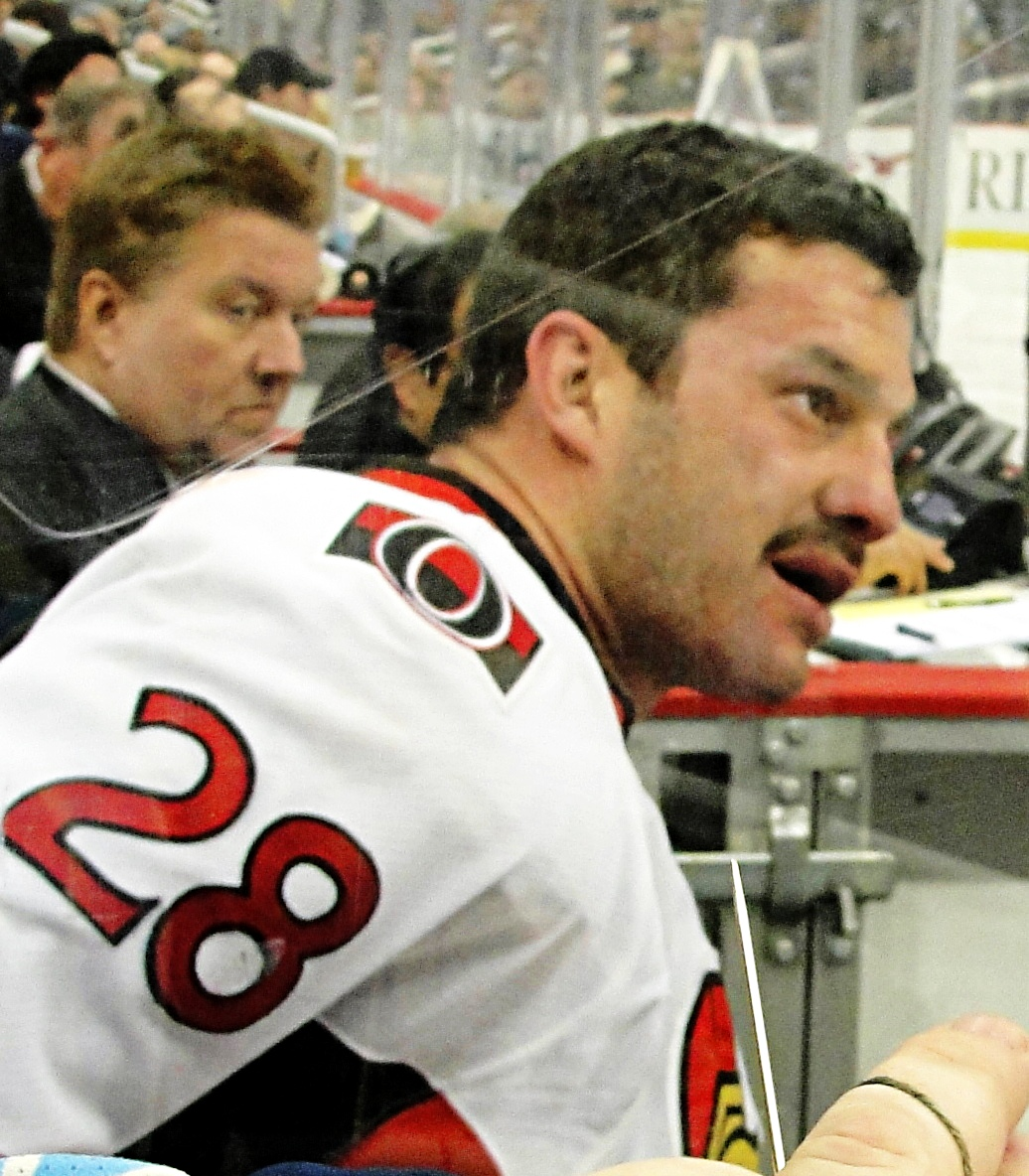
Konopka im Trikot der Ottawa Senators

Zenon Konopka begann seine Karriere als Eishockeyspieler bei den Ottawa 67’s, für die er von 1998 bis 2002 in der kanadischen Juniorenliga Ontario Hockey League aktiv war und in der Saison 2000/01 den J. Ross Robertson Cup als OHL-Meister gewann. Von 2002 bis 2004 spielte der Angreifer für die Wilkes-Barre/Scranton Penguins und Utah Grizzlies in der American Hockey League sowie die Wheeling Nailers und Idaho Steelheads in der ECHL. Anschließend erhielt er am 1. September 2004 als Free Agent einen Vertrag bei den Mighty Ducks of Anaheim, für die er in der Saison 2005/06 in 23 Spielen in der National Hockey League vier Tore erzielte und drei Vorlagen gab. Die restliche Zeit im Franchise der Mighty Ducks verbrachte er bei deren AHL-Farmteams, den Cincinnati Mighty Ducks und Portland Pirates.
Zu Beginn der Saison 2006/07 unterschrieb Konopka als Free Agent beim HK Lada Toljatti in der russischen Superliga, kehrte jedoch bereits nach vier Spielen nach Nordamerika zurück. Dort spielte er wieder für die Portland Pirates in der AHL, ehe er am 26. Januar 2007 an die Columbus Blue Jackets abgegeben wurde. Auch in Columbus konnte sich der Kanadier in den folgenden eineinhalb Jahren nicht durchsetzen. Für das NHL-Team der Blue Jackets blieb er in insgesamt neun Spielen punktlos, während er überwiegend mit den Syracuse Crunch in der AHL antrat. Am 10. Juli 2008 wurde der Center von den Tampa Bay Lightning verpflichtet, für die er seit der Saison 2009/10 ausschließlich in der NHL zum Einsatz kommt. Im Vorjahr war er noch größtenteils für deren AHL-Farmteam, die Norfolk Admirals, auf dem Eis gestanden. In der Saison 2009/10 erhielt er ligaweit die meisten Strafminuten und saß in 74 Spielen der Lightning insgesamt 265 Minuten auf der Strafbank. Damit stellte er gleichzeitig einen neuen Franchise-Rekord auf. Im Juli 2010 wechselte er zu New York Islanders.
Am 5. Juli 2011 unterzeichnete Konopka einen Kontrakt für ein Jahr bei den Ottawa Senators. Am 1. Juli 2012 unterschrieb er als Free Agent einen Zweijahresvertrag bei den Minnesota Wild. Am 3. Januar 2014 wurde Konopka freigegeben und einen Tag später von den Buffalo Sabres übernommen. Sein bis zum Saisonende laufender Vertrag wurde nicht verlängert, sodass er seit Juli 2014 als Unrestricted Free Agent auf der Suche nach einem neuen Arbeitgeber ist. Darüber hinaus wurde der Kanadier im Mai 2014 wegen Verstoßes gegen die Anti-Doping-Richtlinien der NHLPA für 20 Spiele gesperrt.
Konopka ist einer der wenigen NHL-Spieler, die über den Missbrauch von Schmerzmitteln in der NHL und die langfristigen Folgen für seine Gesundheit gesprochen hat.

## Erfolge und Auszeichnungen
| - 1999 Memorial-Cup-Gewinn mit den Ottawa 67’s - 2001 J.-Ross-Robertson-Cup-Gewinn mit den Ottawa 67’s - 2003 Teilnahme am ECHL All-Star Game | - 2003 ECHL All-Rookie Team - 2004 Kelly-Cup-Gewinn mit den Idaho Steelheads - 2007 Teilnahme am AHL All-Star Classic |

## Karrierestatistik
(Legende zur Spielerstatistik: Sp oder GP = absolvierte Spiele; T oder G = erzielte Tore; V oder A = erzielte Assists; Pkt oder Pts = erzielte Scorerpunkte; SM oder PIM = erhaltene Strafminuten; +/− = Plus/Minus-Bilanz; PP = erzielte Überzahltore; SH = erzielte Unterzahltore; GW = erzielte Siegtore; 1 Play-downs/Relegation; Kursiv: Statistik nicht vollständig)